# LMS classe 5PF
Les locomotives Classe 5PF, surnommées Black Five, du London, Midland and Scottish Railway sont des locomotives à vapeur de disposition d'essieux 230 « Ten wheel » (4-6-0 dans la nomenclature britannique) utilisées en service voyageurs et marchandises par le London, Midland and Scottish Railway et les British Railways. Dotées de deux cylindres à simple expansion et de roues de 6 pieds, ces locomotives bonnes à tout faire apparues dans les années 1930 seront également produites lors de la Seconde Guerre mondiale et après la nationalisation des chemins de fer en Grande-Bretagne. La Class 5MT en est en partie inspirée tout comme le sont les locomotives pour marchandises de LMS classe 8F, de disposition 140 (Consolidation).
Un total de 842 locomotives sont livrées entre 1934 et 1951 et numérotées entre 4658 et 5499 ; 44658 – 45499 par les British Railways.
Un total de 18 Black Five sont préservées, en état de marche, statiques ou en attente de restauration.

## Historique

### Genèse
Au début des années 1930, le London, Midland and Scottish Railway dispose encore d'un effectif pléthorique de locomotives de disposition 030, 220 et 230 héritées des anciennes compagnies d'avant 1923 qui assurent la traction des trains de voyageurs omnibus, régionaux ainsi que des trains de marchandises légers ou le transport rapide de produits prioritaires (colis, denrées périssables, etc.).
Jusqu'en 1928, les dirigeants du LMS avaient une politique de la petite locomotive, héritée des directives du Midland Railway, qui préconisait l'assemblage de trains courts confiés à des locomotives économiques à construire et à conduire, recourant au besoin à la double ou triple traction ; les locomotives plus grandes étaient vues comme une perte d'argent puisque leur puissance n'était pas pleinement utilisée sur les lignes à profil facile ou à faible trafic. Pour les services mixtes, le LMS réalise néanmoins la série des Crab, de disposition 130, dont le concepteur a utilisé de nombreux éléments rompant avec la tradition du Midland : cylindres extérieurs, distribution Walschaerts, abri doté de vitres latérales et positionné plus haut. Le nouvel ingénieur en chef William Stanier réalise en 1933 une version améliorée (Mogul classe 5) mais il apparaît évident qu'une locomotive à bogie, plus grande, conviendra davantage aux services mixtes.

### Mise au point
En 1926, le LMS a fait réaliser ses premières locomotives de forte puissance pour le service des voyageurs. L'ingénieur en chef Henry Fowler (en) obtient finalement de superviser la mise au point des ten wheel de la classe Royal Scot inspirées des Lord Nelson du Southern Railway et des Castle du Great Western Railway. Ces locomotives à trois cylindres sont conçues pour les trains de voyageurs les plus rapides, tout comme celles de la classe Patriot. Le successeur de Fowler, William Stanier, avait commencé sa carrière au GWR et s'inspire des locomotives de la classe 4900 "Hall" dont il adapte les dimensions au gabarit plus restreint du LMS mais reprend à l'identique l'arrangement de la chaudière à foyer Belpaire et le diamètre des roues motrices. Le modèle de chaudière retenu appartient au type 3 du LMS ; baptisé 3B, il est une évolution de la chaudière des Mogul de Stanier et combine, comme les locomotives récentes du GWR, un foyer Belpaire et un corps cylindrique se rétrécissant vers l'avant avec des segments côniques. Le diamètre des roues motrices et la position surélevée du tablier permet de se passer des garde-boues. Les locomotives dotées d'un nom de baptême recevront un support de tôle à l'allure de garde-boue factice au-dessus du 2e essieu moteur afin de porter la plaque incurvée.
Destinées à des services mixtes, y compris celui des marchandises, les nouvelles locomotives sont classées dans le groupe de puissance 5 pour le service des passagers et aussi celui des marchandises, d'où la mention 5PF (originellement 5P5F). Ce service leur vaut d'être revêtues de la livrée LMS noire, sans filets, qui leur donnera leur sobriquet de Black Fives, les différenciant ainsi des class 5XP Jubilee lesquelles seront occasionnellement surnommées Red Fives. Peintes en rouge foncé comme toutes les autres ten wheel directement construites par le LMS, les Jubilee sont une évolution des Patriot reprenant des éléments que Stanier vient d'appliquer aux Black Five.
Bien que destinées à pouvoir remorquer des trains de fret, elles se montrent à l'aise aux vitesses élevées, l'une d'entre-elles ayant même atteint les 96 mph (154,5 km/h).

### Construction
Une première commande porte sur 70 locomotives (no 5000 à 5069) réalisées par les ateliers LMS de Crewe (20 exemplaires) et le constructeur Vulcan Foundry (50 locomotives). Les 5020 –5069 sont toutes livrées en 1934-1935 avant que ne soit réceptionnée la première locomotive assemblée en interne (no 5000 livrée en février 1935).
155 autres sont livrées en 1935 par les ateliers de Crewe (5070 – 5074), Vulcan Foundry (5075 – 5124) et Armstrong Whitworth (5125 – 5224). Une commande ultérieure de 227 locomotives — l'ordre le plus vaste passé par une compagnie britannique à un constructeur privé — est passée à Armstrong Whitworth qui livre les 5225 – 5451 en 1936-1937, dotées comme les 5PF qui suivront de chaudières du second type. Les dernières machines d'avant-guerre (5452 – 5471) sont construites à Crewe et se distinguent par leur surchauffeur à 28 tubes. La 5425, sévèrement endommagée par un raid aérien à Crewe en 1941, est reconstruite aux ateliers du LMS.
Faisant face à un besoin urgent de locomotives pendant la Seconde Guerre, le LMS obtient de commander de nouvelles Black Five. Les ateliers LMS de Derby livrent les 54722 – 5499 en 1943-1944 ainsi que les 4800 – 4860 en 1944-1945 ; les numéros à partir de 5500 étant allouées à des locomotives classe Patriot, la numérotation des locomotives ultérieures part de 4800 puis remplit progressivement les champs vacants entre 4658 et 4799 avec une numérotation discontinue.
Les ateliers de Crewe sont à nouveau missionnés pour la livraison de 162 locomotives de 1945 à 1949 (4861 – 4931, 4967 – 4981, (4)4738 – 4782, 44658 – 44667 et 44718 – 44737) tandis que les ateliers d'Horwich en fournissent 120 de 1945 à 1951 (4932 – 4966, 4982 – 4996, 4783 – 4799, 4997 – 4999, 44698 – 44717, 44668 – 44697) ; celles livrées dans le courant de l'année 1948 sont directement dotées d'un matricule BR à 5 chiffres.
Les 57 premières locomotives (par ordre de livraison) reçoivent des chaudières sans dôme avec un surchauffeur à 14 éléments tandis que les 5007 à 5019 se distinguent par leur surchauffeur plus grand (21 tubes sur trois niveaux). Les 5070 à 5124 emploient également la chaudière sans dôme à 21 tubes de surchauffeur tandis que les 57 premières locomotives sont transformées ultérieurement avec un dôme et un surchauffeur à 24 éléments. Sur les 225 premiers exemplaires, la selle de raccordement entre le foyer et le corps cylindrique est verticale ; les 617 machines suivantes et les chaudières de rechange ont une tôle diagonale tandis que mi-1948 les chaudières ont leur valve d'alimentation en eau déplacée vers l'avant et l'empattement augmenté de 3 pouces. De nombreux échanges de chaudières ont eu lieu au cours de leur carrière. Dans ce but, de nombreuses locomotives des premières séries ont eu leur châssis modifier pour pouvoir recevoir une chaudière à raccord diagonal incurvé. Une vingtaine de locomotives de 1934-1935 a été dotée de chaudières du nouveau type — quelques-unes revenant par après à un foyer à parfois verticales — tandis que la 45433 de 1937 reçoit une chaudière de l'ancien type.
La 4767 mise au point par George Ivatt (en) est une locomotive particulière qui emploie la distribution Stephenson en lieu et place du système Walschaerts. Dotée de roulements à rouleaux Timken, d'une cheminée double et de l'éclairage électrique, cette locomotive de 1947 est préservée.
Soucieux d'améliorer le modèle et d'expérimenter des technologies nouvelles, les (4)4738 à 44757 sont construites avec une distribution à soupapes Caprotti et des boîtes d'essieux à rouleaux. L'aspect de ces 20 locomotives est profondément modifié avec des tuyaux de livrance du système Caprotti apposé aux cylindres. La chaudière est positionnée plus haut mais le tablier est plus bas, avec des garde-boues ; les 44755 à 757 reçoivent un échappement double Kylchap. Les 44686 et 687 de 1950 utilisent une version revue de la distribution Caprotti ; se distinguant par leur tablier plus haut et leur échappement Kylchap, elles servent de banc d'essai pour les 30 class 5MT à distribution Caprotti réalisées en 1951.

### Carrière et services effectués
Dès leur introduction, les nouvelles locomotives rencontrent un plein succès, ce qui motive la construction de 472 locomotives de 1934 à 1938. Elles sont employées en tête de trains de tous types, à l'exception des plus rapides, mais peuvent en revanche piloter un train remorqué par une locomotive de vitesse sur les sections accidentées requérant une double traction. En trafic marchandises, le LMS dispose déjà de locomotives à quatre essieux moteurs, principalement ex-LNWR, pour les trains lourds et lents comme le trafic charbonnier. En Écosse, les cheminots ont néanmoins tendance à préférer affecter des mogul "Crab" aux trains de charbon non-freinés sur les lignes accidentées.[réf. souhaitée]
Les 040 et Garratt développées pour le service des marchandises par le LMS après 1923 souffrant d'une série de défauts, William Stanier reprend la conception générale des Black Five, notamment la chaudière type 3 et les cylindres, afin de mettre au point la classe 8F, de disposition 140. Le LMS en commande un total de 331 livrées de 1935 à 1945 tandis que 521 autres sont réparties entre le War Department, le Railway Executive Committee et plusieurs compagnies britanniques ; les 140 et 150 Austerity. À l'issue de la guerre, une partie des 8F se retrouve en Orient et en Italie tandis que le LMS en immatricule plus de 600 d'origine variée.
Bien que concurrencées par des locomotives LMS plus rapides et plus puissantes, elles rendent des services utiles sur la Ligne principale des Midlands (en) entre Londres Saint-Pancras et Sheffield, tractant notamment des express vers Manchester aux côtés de locomotives classe Jubilee plus puissantes et, en fin de carrière, des Royal Scot. Cet itinéraire sinueux accueille surtout un trafic de second ordre depuis la création du LMS qui gère également la West Coast Main Line où s'ébrouent les Pacific du LMS en tête des trains les plus prestigieux vers l'Écosse.
L'arrivée des locomotives diesel Class 44 puis 45 et 46 en 1960-1963 a pour conséquence l'élimination de la traction à vapeur de la Midland Main Line, en particulier en service voyageurs. La généralisation des autorails articulés leur enlève également nombre de dessertes régionales.
Mis à part la 45401, radiée à la suite d'un accident en 1961, la mise à la retraite de la série débute en 1962 avec 29 exemplaires rayés des inventaires. Il en reste encore 455 au 1er janvier 1967 mais il n'en reste plus que 45 en août 1968. Le dernier service commercial assuré par une Black Five (no 45318) est un train de passagers entre Preston et Liverpool Exchange le 3 août, huit jours avant la fin officielle de la traction vapeur aux British Railways,.

### Accidents et incidents
Au cours de leur carrière commerciale, les locomotives de la série ont été impliquées dans quatre catastrophes ferroviaires :
- Le 13 octobre 1939 en gare de Bletchley, un train de Londres-Euston à Stranraer remorqué par une Royal Scot piloté par la 5025 emboutit un train de Londres à Inverness à la suite d'un défaut d'observation des signaux, chaque train devant marquer l'arrêt en gare. En queue du train, une locomotive pour marchandises classe G1 était occupée à attacher, cheminée en arrière, un fourgon. L'impact la propulse, démolissant trois fourgons et une salle d'attente de la gare[9]. Quatre personnes perdent la vie dans les véhicules percutés[10].
- Le 1er janvier 1946 en gare de Lichfield Trent Valley, la 5495 remorquant sept wagons de poisson et un fourgon-frein entre Fleetwood et Londres (Broad Street) percute à 35 mph (55 km/h) un train de voyageurs tracté par une classe Prince of Wales stationnant à quai ; 20 passagers sont tués. Les fortes chutes de neige ont bloqué l'aiguillage conduisant à la voie où stationnait le train omnibus, composé d'anciennes voitures à caisse en bois[11].
- Le 23 janvier 1955, un express de York à Bristol tracté par la 45274 déraille en abordant à une vitesse excessive une courbe à Sutton Coldfield, démolissant les deux quais de la gare et causant la mort de 17 personnes dont les conducteurs. L'enquête soulignera l'absence de compteur de vitesse et de panneaux le long de la voie et le fait que le conducteur titulaire n'était pas présent à son poste[12].
- Le 16 janvier 1958 en gare de Preston, un train omnibus de quatre voitures de Blackpool à Wigan emmené par une Black Five percute une 140 Austerity qui engageait le gabarit de la voie sur un aiguillage. Cette dernière déraille en détruisant les véhicules de queue d'un train de 16 véhicules transportant des colis, du lait, et des voitures vides, lequel était confié à une autre Black Five occupée à manœuvrer. Une mauvaise décision des signaleurs est responsable de cette collision qui n'occasionne que des blessures légères.

D'autres incidents, sans conséquences importantes, ont également eu lieu eu cours de leur carrière commerciale et en préservation

## Préservation

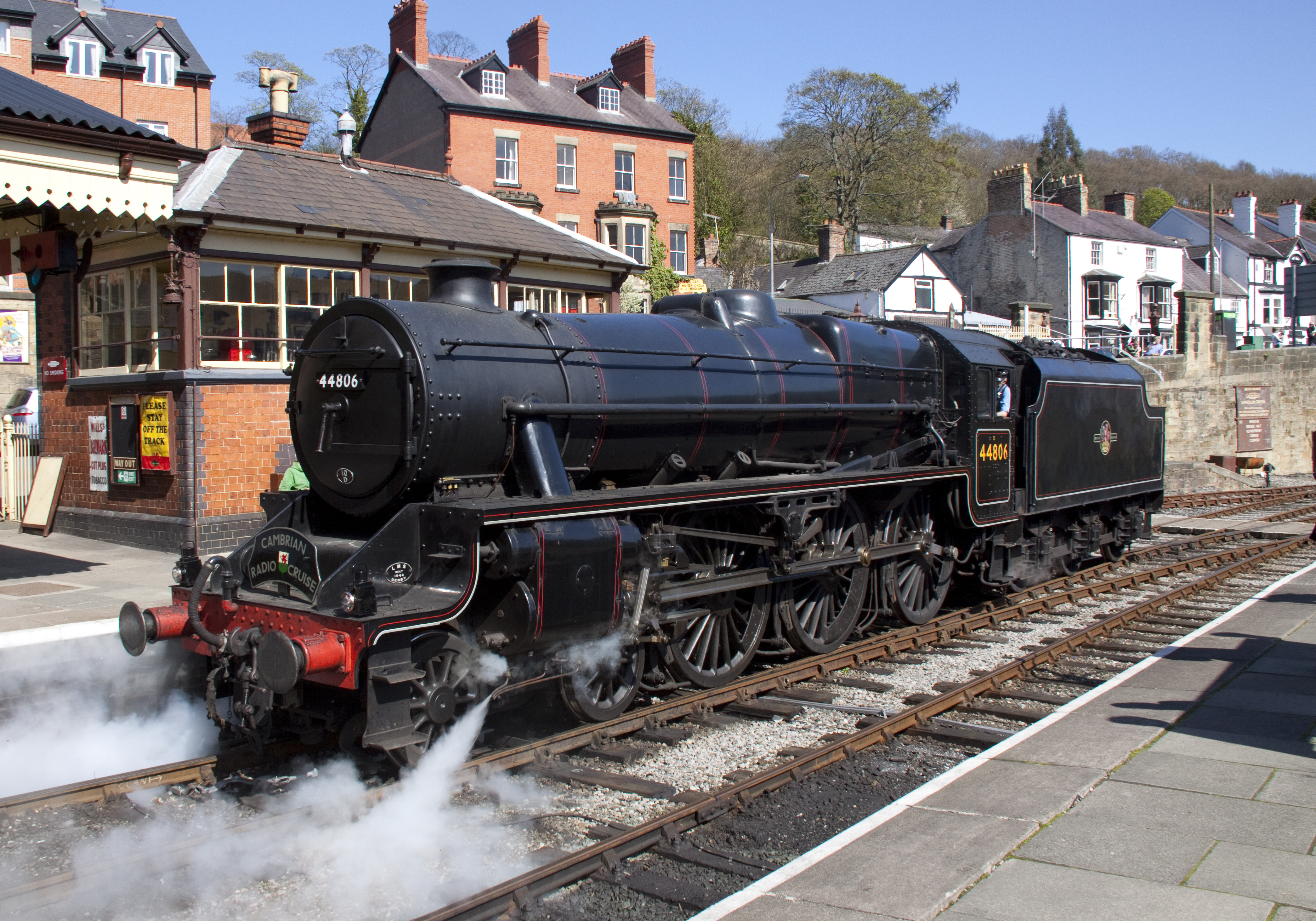
La 44806 à Llangollen (chemin de fer musée de Llangollen).
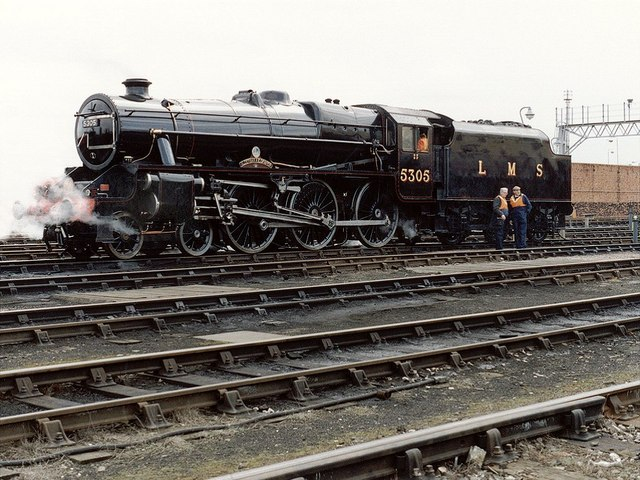
La 5305 en livrée LMS (1992).
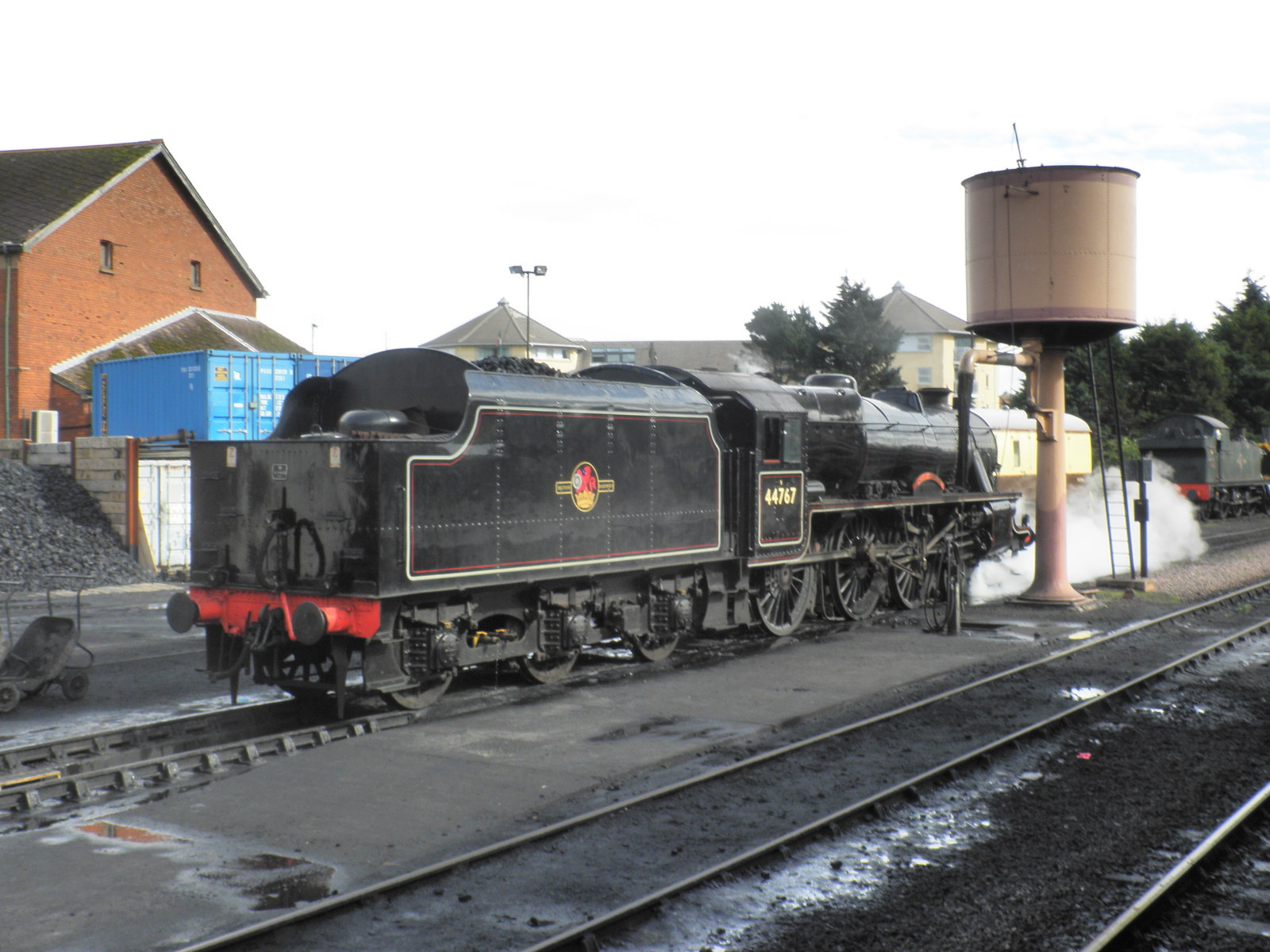
La 44767 à Minhead (ligne musée du West Somerset).
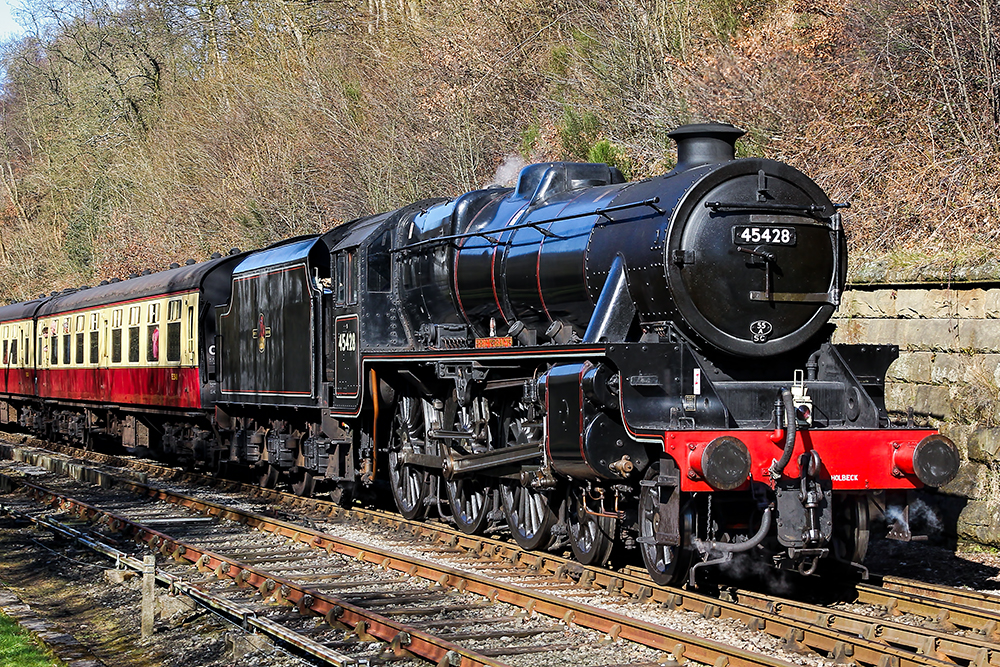
La 45428 sur le North Yorkshire Moors Railway.
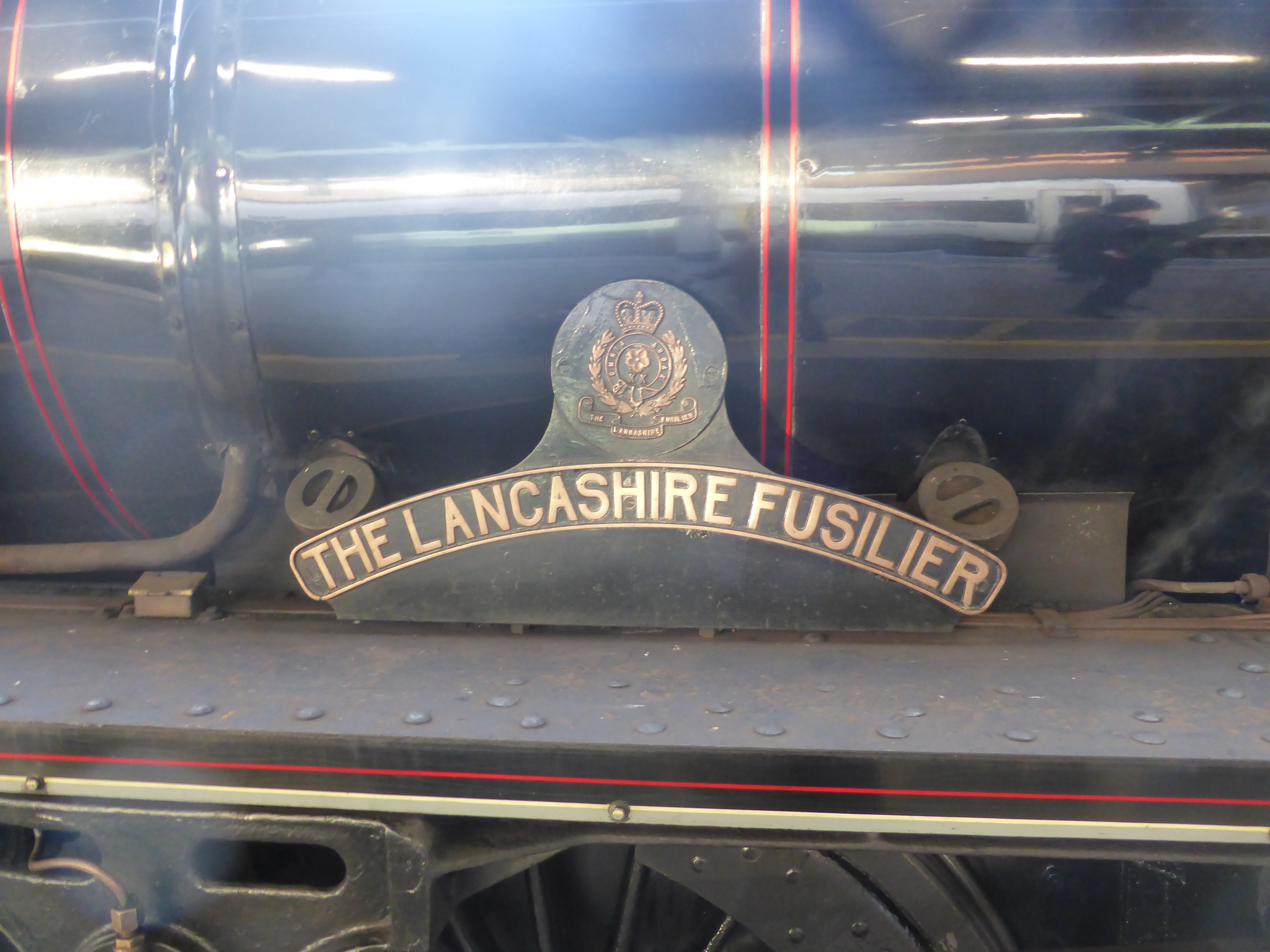
Plaque de la 45407 "The Lancashire Fusiliers".
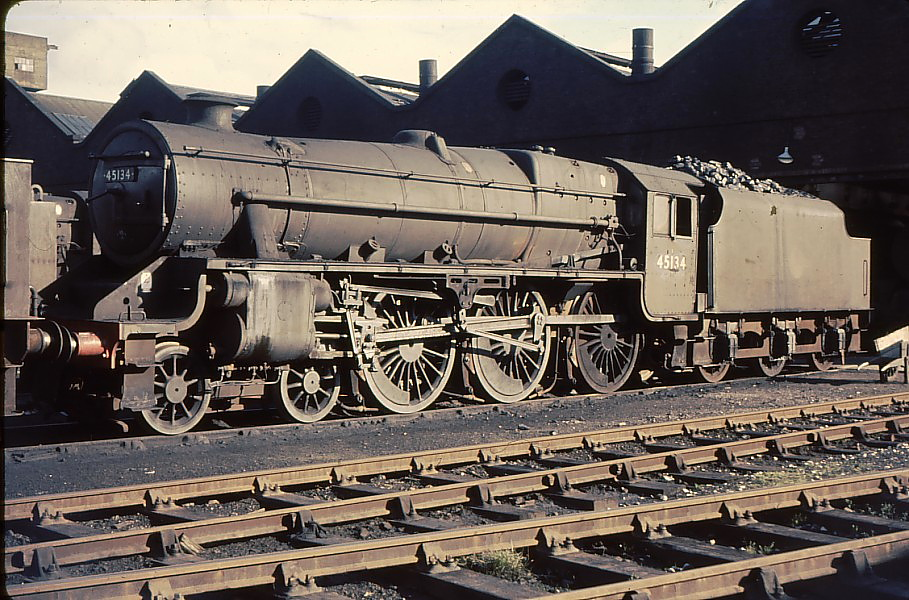
La 45134 à Lostock (1967).
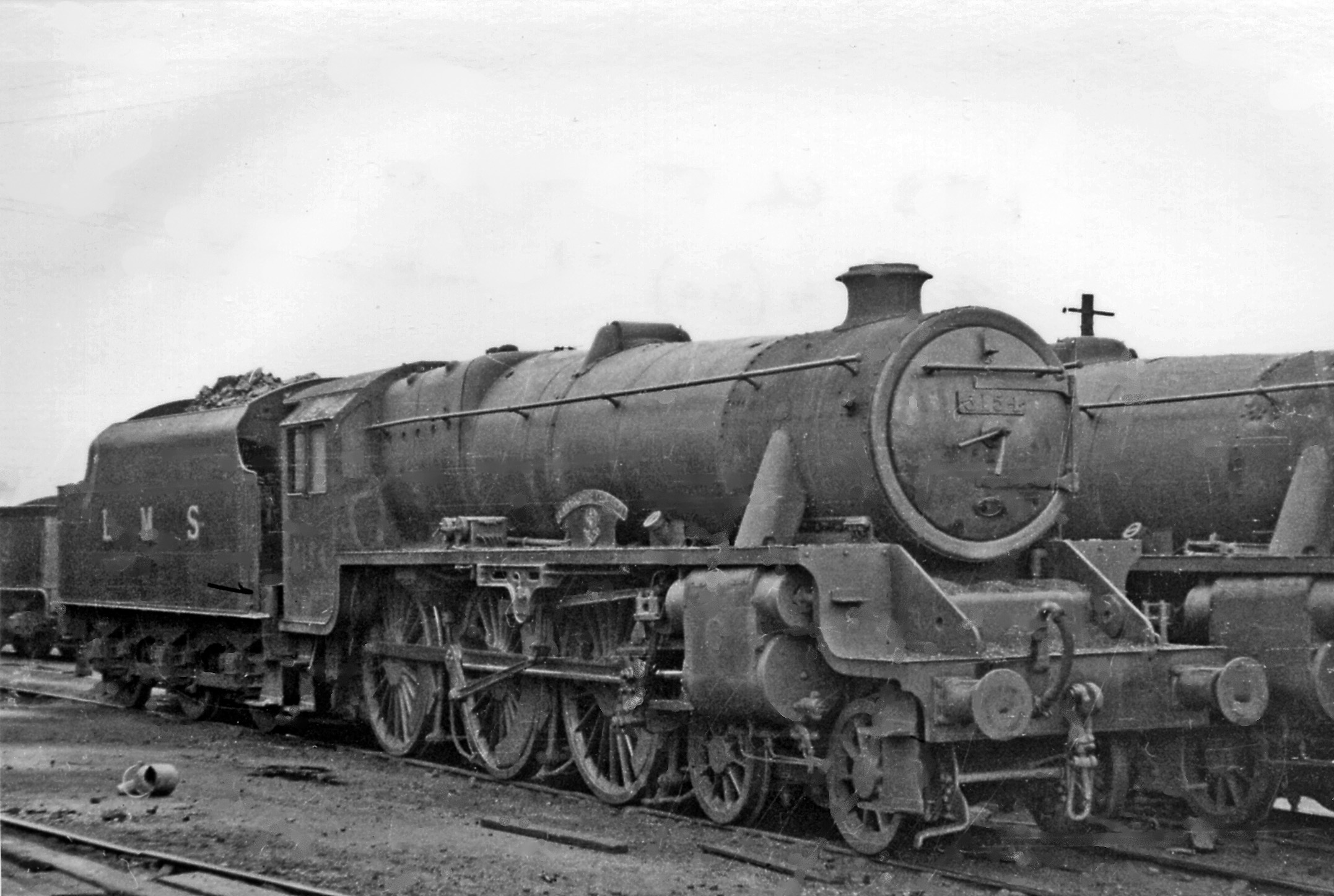
La 5154, portant encore son numéro et ses couleurs LMS en août 1948.
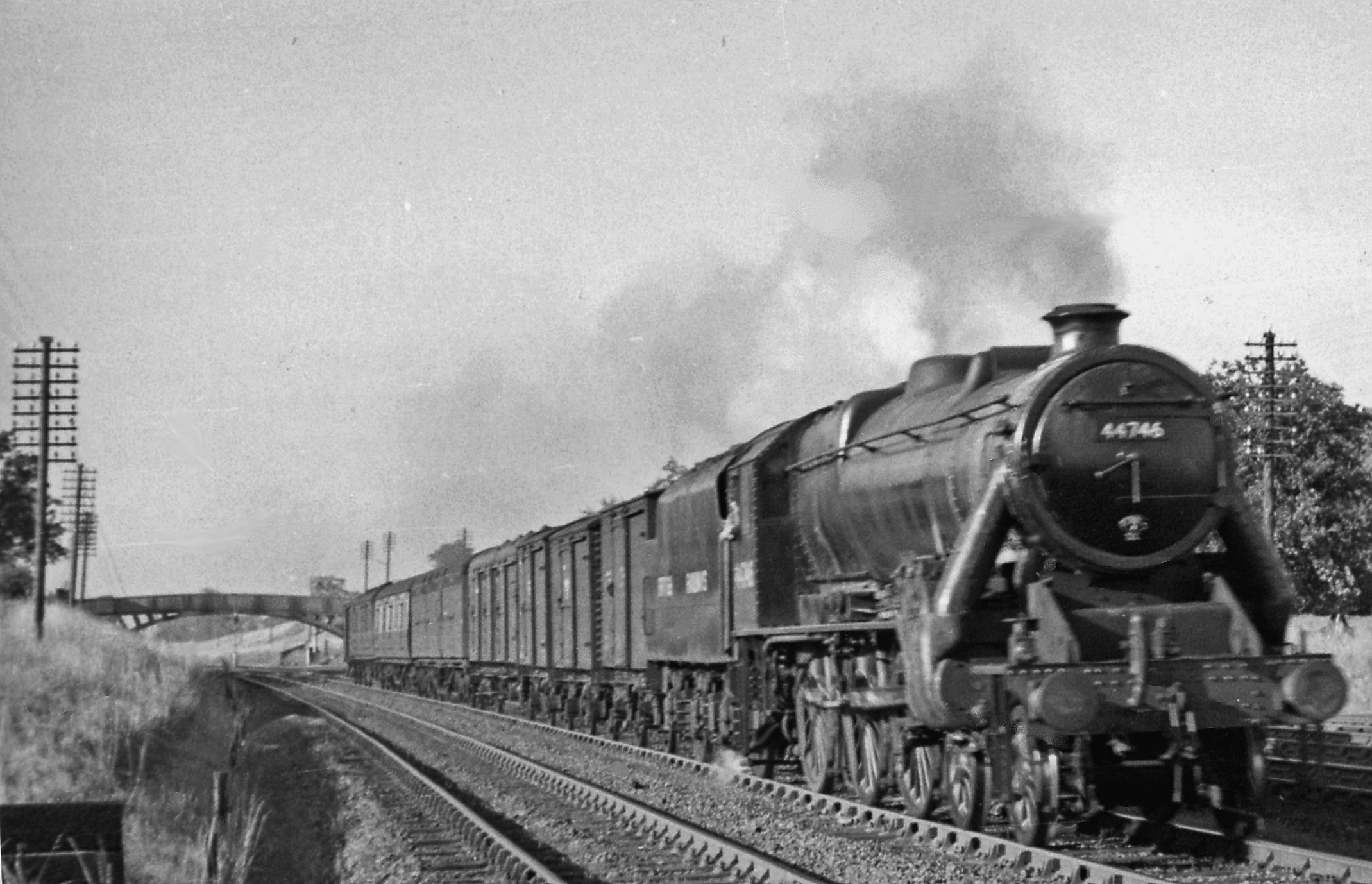
Une Black Five à distribution Caprotti tractant un train postal.
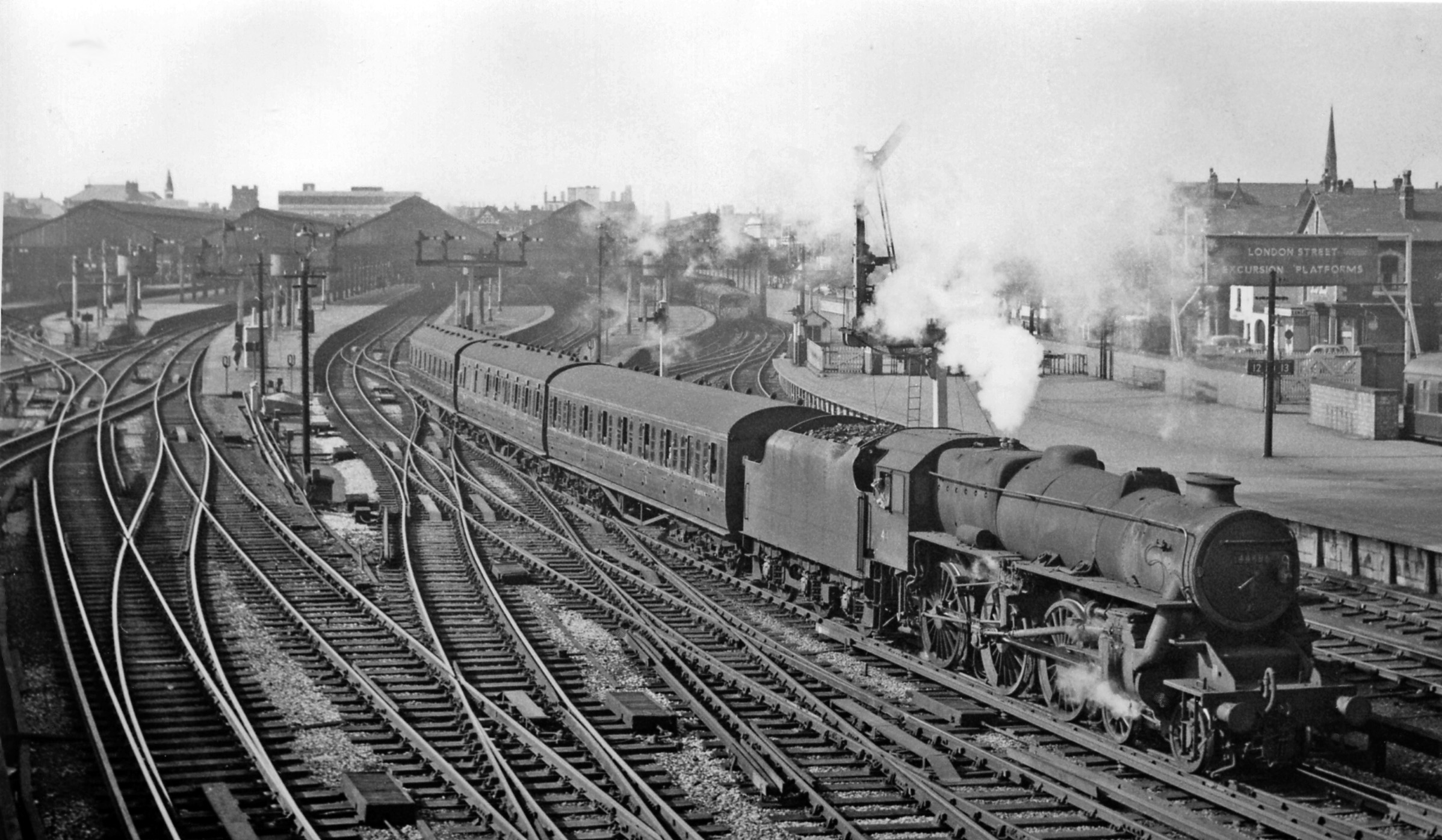
La 44686, système Caprotti, cheminée double et tablier relevé.